# Oorlog van Gramschap
In de fictieve wereld Midden-aarde van schrijver J.R.R. Tolkien is de Oorlog van Gramschap (Engels: The War of Wrath) de zesde en laatste veldslag in de oorlogen om Beleriand in de Eerste Era.
De Oorlog van Gramschap vond plaats nadat Eärendil naar Valinor was gevaren om daar de Valar over te halen om hen, die zij in de steek hadden gelaten, te komen helpen. Nadat hij om vergiffenis had gevraagd voor de daden van de Noldor in het verleden en hun had verteld over de grote nood waarin Elfen en Mensen verkeerden, verzamelden de Valar een leger van Maiar, Vanyar en van Noldor die ooit in Valinor waren achtergebleven. Vanwege de wonden van de gebeurtenissen uit het verleden weigerden de Teleri hun hulp aan te bieden, maar stemden er uiteindelijk mee in om met behulp van hun befaamde schepen het leger over te zetten. Wat volgde was een uiterst hevige slag, waarin de Valar uiteindelijk overwonnen. Morgoth werd gevangengenomen en van Arda gebannen.

## Gevolgen
De strijd was echter zo hevig dat Beleriand met uitzondering van Lindon en enige eilanden naar de bodem van de zee zonk, waarmee het aanzien van Midden-aarde aanzienlijk veranderde.
De strijdkrachten van Morgoth werden nagenoeg volledig vernietigd. Een klein deel, waaronder Sauron, overleefde echter en vluchtte naar Eriador, Rhovanion en Rhûn.